# SPICA
SPICA（スピカ、Space Infrared Telescope for Cosmology and Astrophysics）は、2027 – 28年にかけての打上げ実現を目指して日本、欧州諸国、カナダ、アメリカ、台湾などが共同して開発を進めていた次世代赤外線天文衛星。欧州宇宙機関 (ESA) の中型ミッション5号機の候補として検討・開発が進められていたが、2020年10月15日にESAと日本の宇宙科学研究所 (ISAS) はSPICAを中型ミッション5号機候補から取り下げることを発表した。打上げにはH3ロケットが使用される予定であった。

## 概説
検討が始められた1997年当初は「H-IIロケットによって第2ラグランジュ点（L2）に打ち上げる」ということから「HII/L2ミッション」という名称で呼ばれていた。のちに改称して、現在のSPICAとなった。2005年3月14日、検討を進めてきた次期赤外線天文衛星ワーキンググループから宇宙航空研究開発機構 (JAXA) ・宇宙科学研究所 (ISAS) ・宇宙理学委員会に正式なミッションとして提案された。
高感度の赤外線観測を行うためには、望遠鏡から発生する熱放射によるノイズを減らす必要がある。欧州宇宙機関 (ESA) のハーシェル宇宙天文台では、望遠鏡の温度を-193℃ (80 K) まで冷却して高感度の赤外線観測を行った。SPICAでは、これを上回る-265 ℃（8 K) の極低温に冷却することで望遠鏡自身から放射される赤外線の強度をハーシェルの約10万分の1に抑え、ハーシェルの100倍の高感度を実現する。
太陽 – 地球系のラグランジュ点（L2）に衛星を同期させることによって、長期間の安定した観測を可能にする。L2では地球と太陽が常に同一の方向にあるため、地球と太陽からの熱を同時に遮断して効率的に望遠鏡を冷却できるという利点もある。
これまで宇宙からの赤外線観測は、IRTS、IRAS、「あかり」による全天観測、赤外線宇宙天文台(ISO)、スピッツァー宇宙望遠鏡、ハーシェル宇宙天文台による個別領域の精密観測などが行われてきた。また、NASAのジェイムズ・ウェッブ宇宙望遠鏡が2021年に打ち上げられる予定である。SPICAは中間赤外線から遠赤外線領域において高感度の観測が可能であり、他の宇宙望遠鏡と相補的な役割を担うとしていた。

## 目的
名前の通り、宇宙論と天体物理学の進展が大きな目的であった。具体的な研究分野として「銀河の進化」と「惑星系の形成」の2点が挙げられていた。
銀河の進化
天体からの放射は広い波長領域にわたっているが、宇宙初期に誕生した原始銀河など遠方の天体からの放射は、赤方偏移によって赤外線からサブミリ波領域に偏って観測される。SPICAが観測する中間〜遠赤外線領域はこのような放射をとらえるのに適している。
惑星系の形成
原始惑星系円盤のガスの量や成分、塵の成分を分光分析することで、惑星系形成のメカニズムを研究する。 

## 国際協力
ESAとJAXAによる国際共同ミッションであった。ESAがプロジェクト全体を取りまとめ、望遠鏡やサービスモジュールを開発。日本ではISASを中心に、ペイロードモジュール、冷凍機、中間赤外線観測装置を開発。打上げにはJAXAのH3ロケットが使用される予定で、総額1000億円程度と想定される所要経費のうち、日本は戦略的中型計画相当の300億円、ESAは「コスミック・ビジョン (Cosmic Vision) 」中型ミッション相当の5億5000万ユーロを、それぞれ分担する見込みであった。
L2は、地球から150万キロメートルを超える距離の深宇宙ミッションとなるため、臼田宇宙空間観測所にあるような24時間のダウンリンク・アップリンクが求められており、国際協力体制で進める準備が進められていた。

## スケジュール
日本ではJAXAでのプロジェクト化、ヨーロッパでは欧州宇宙機関の宇宙科学プログラム「コスミック・ビジョン」の中型ミッション5号機（M5）への採択を目指して、開発・検討を進められた。
2016年7月8日、宇宙科学研究所 (ISAS) 内で、フェーズA1活動（システム要求審査までのプロジェクト推進活動）開始の妥当性の審査が行われ、合格と判断された。最終的には、技術仕様の確定、搭載装置の確定、打ち上げスケジュール、運用体制等が確定した後、宇宙航空研究開発機構理事会の承認を経て、内閣府宇宙政策委員会の承認によって確定する。2018年5月7日、ESAの宇宙科学プログラム「コスミック・ビジョン」の中型ミッション5号機 (M5) への25件の提案の中から、候補の1つとして⼀次選抜で選出された。2021年3 - 4月に、ESA側の最終選抜Mission Selection Review (MSR) が予定されており、ここでSPICAを含む3件の候補から1件に絞り込まれる。選定された場合、約3年の検討フェーズを経て、2024年から開発開始となる見込みだった。
2020年7月にESA側のコスト超過が発覚したことから計画の見直しが検討された。見直し案では、望遠鏡の口径を2.5 mから1.8 mに縮小すること、FGS（焦点面位置センサ）とSIA（望遠鏡、光学ベンチ及び各観測装置等の組立作業）の所掌をESAからISASへ変更することが前提とされたが、ISASとしては、望遠鏡口径を縮小しても科学的意義は保たれるが、所掌変更は技術面でも費用面でも困難であり、受け入れられないとした。2020年10月2日、ESAとISASとの間で協議が行われた結果、技術面・コスト面の問題から実現可能性がないと判断された。2020年10月7日、「SPICAをM5 選定候補から取り下げる」という決定をSPICA科学チームに伝える書面に、ESA、JAXA/ISAS、および欧州でのペイロード提供を主導していたオランダ宇宙研究所 (SRON) によって共同で署名が成された。

## 機器

### 望遠鏡
望遠鏡の製作はESAが担当する。望遠鏡の口径は2.5 mで、リッチー・クレチアン式の光学系を採用、視野は満月とほぼ同じ30 分となる。検討当初、望遠鏡の口径は3.2 mを予定していたが、2014年11月から12月にかけての設計見直しで2.5 mに変更された。「あかり」やハーシェルでも実績のある軽量素材シリコンカーバイド (SiC) を採用することで、望遠鏡の重量を約600 ㎏に抑える。また、望遠鏡に太陽やサービスモジュールで発生する熱が伝わらないよう、サービスモジュールと望遠鏡の間にESAの天文衛星プランクで実績のあるV-groove式の熱シールドを3層設置する。
望遠鏡の冷却には、日本が開発する1 Kクラス、 4 Kクラスの2種類のジュールトムソン冷凍機と2段スターリング冷凍機の機械式冷凍機を用いる。これまでの天文衛星では、液体ヘリウムを寒剤として用いたため、機器の大型化、短い運用期間（1年程度）などの弱点があった。SPICAでは機械式冷却技術を用いることで、口径2.5 mの大型望遠鏡全体を冷却すると共に、3年という長い設計寿命を確保する。

### 観測装置
SMI（中間赤外線観測装置 SPICA Mid-Infrared Instrument）
波長12 – 36 µmの中間赤外線帯の観測のため、LR、MR、HRの3つの分光装置と撮像装置 (CAM)が搭載される。SMIの開発は、名古屋大学と宇宙科学研究所を中心とするSMIコンソーシアムが担当する。SMIコンソーシアムには、大阪大学、東京大学、東北大学、京都大学、台湾中央研究院天文及天文物理研究所 (ASIAA) が参加している。
SAFARI（遠赤外線観測装置 SpicA FAR-infrared Instrument）
波長34 – 230 µmの広帯域で、適度な波長分解能 (R=300) を持つ高感度回折格子分光器。この帯域には電離したガス中のイオンが放出する様々な輝線が存在するため、遠方の銀河からこれらの輝線を検出することで、銀河における星生成や銀河中心の超巨大ブラックホールの活動の歴史を探ることが可能となる。SAFARIの開発は、SRONを中心とするSAFARIコンソーシアムが担当する。SAFARIコンソーシアムにはヨーロッパ10か国、アメリカ、カナダ、台湾、および日本が参加している。
B-BOP（遠赤外線偏光観測装置 Magnetic field explorer with BOlometric Polarimeter）
旧称POL。100µm、200µm、350µmの3つの帯域で動作するイメージング偏光計で、銀河のフィラメント構造の偏光マッピングによって、フィラメント構造および星形成における磁場の役割を研究する。B-BOPの開発は、フランスのCEAを中心とするヨーロッパチームが担当する。